# This Is Bad Taste Vol. 5
This Is Bad Taste Vol. 5 är ett samlingsalbum utgivet på Bad Taste Records 2003. Skivan är en presentation över de band som var kontrakterade i bolaget vid tidpunkten för skivans utgivning. Skivan är den sista i raden av fem samlingsskivor som Bad Taste Records gav ut under namnet This Is Bad Taste.

## Låtlista
1. Danko Jones - "Play the Blues"
2. Four Square - "Hitmaker"
3. Logh - "The Contractor and the Assassin"
4. All Systems Go! - "Tell Vicki"
5. Last Days of April - "All Will Break"
6. Satanic Surfers - "Thoughts, Words, Action"
7. Langhorns - "In Your Fez"
8. Hard-Ons - "Sunny"
9. Danko Jones - "Cadillac"
10. Four Square - "Some Weaker Thoughts"
11. Logh - "Note on Bathroom Mirror"
12. All Systems Go! - "Not Just Us"
13. Last Days of April - "Aspirins and Alcohol"
14. Satanic Surfers - "Pulling the Strings"
15. Langhorns - "Surf '99"
16. Hard-Ons - "Birthday"

### Fotnoter
1. ↑  ”This Is Bad Taste Vol. 5”. Discogs.com. http://www.discogs.com/Various-This-Is-Bad-Taste-Vol-5/release/1110642. Läst 7 januari 2012.